# Mélange de gaz parfaits
Selon le théorème de Gibbs un mélange de gaz parfaits est une solution idéale.

## Équation d'état
Selon la loi de Dalton, à température {\displaystyle T} et volume {\displaystyle V} donnés, chacun des {\displaystyle N} constituants d'un mélange de gaz parfaits se comporte comme s'il était seul. Autrement dit, tout constituant {\displaystyle i}, représenté dans le mélange par une quantité {\displaystyle n_{i}}, se comporte comme s'il était à la pression {\displaystyle P_{i}}, appelée pression partielle de {\displaystyle i}, calculée selon la loi des gaz parfaits pour un corps pur :
{\displaystyle P_{i}={\frac {n_{i}RT}{V}}}
La loi de Dalton induit que la pression {\displaystyle P} totale du mélange de gaz parfaits est la somme des pressions partielles des constituants du mélange :
{\displaystyle P=\sum _{i=1}^{N}P_{i}}
soit :
| Loi des gaz parfaits pour un mélange : {\displaystyle PV=\sum _{i=1}^{N}n_{i}RT} |

avec :
- {\displaystyle P}, pression ;
- {\displaystyle T}, température ;
- {\displaystyle V}, volume ;
- {\displaystyle n_{i}}, quantité du constituant {\displaystyle i} ;
- {\displaystyle R}, constante universelle des gaz parfaits.

En notant {\displaystyle n=\sum _{i=1}^{N}n_{i}} la quantité de matière totale du mélange de gaz parfaits, et {\displaystyle y_{i}={\frac {n_{i}}{n}}} la fraction molaire du constituant {\displaystyle i}, on a :
{\displaystyle {\frac {RT}{V}}={\frac {P_{i}}{n_{i}}}={\frac {P}{\sum _{i=1}^{N}n_{i}}}}
d'où :
{\displaystyle P_{i}=y_{i}P}

## Grandeurs extensives d'un mélange de gaz parfaits

### Volume
À pression {\displaystyle P}, température {\displaystyle T} et quantités {\displaystyle n_{i}} des constituants données, le volume est donné par la loi des gaz parfaits :
| Volume : {\displaystyle V={\frac {\sum _{i=1}^{N}n_{i}RT}{P}}} |

Le volume molaire partiel {\displaystyle {\bar {V}}_{i}} de chaque constituant vaut :
| Volume molaire partiel : {\displaystyle {\bar {V}}_{i}=\left({\frac {\partial V}{\partial n_{i}}}\right)_{P,T,n_{j\neq i}}={\frac {RT}{P}}} |

### Entropie, théorème de Gibbs
Le théorème de Gibbs, s'appuyant sur la loi de Dalton et la loi de Joule et Gay-Lussac, montre que pour un mélange de gaz parfaits :
« L'entropie d'un mélange idéal de gaz parfaits est égale à la somme des entropies de ses constituants supposés séparés, à la température du mélange, et sous des pressions égales aux pressions partielles qu'ils exercent dans le mélange. »
Ce théorème s'exprime formellement comme suit : dans un mélange de gaz parfaits, l'entropie totale {\displaystyle S} du mélange de gaz parfaits à pression {\displaystyle P} et température {\displaystyle T} se calcule à partir des entropies molaires partielles {\displaystyle {\bar {S}}_{i}} de chacun de ses {\displaystyle N} constituants {\displaystyle i}, représentés par les quantités {\displaystyle n_{i}} et les fractions molaires {\displaystyle y_{i}}, selon :
| Théorème de Gibbs : {\displaystyle S\left(P,T,n\right)=\sum _{i=1}^{N}n_{i}{\bar {S}}_{i}} {\displaystyle {\bar {S}}_{i}=\int _{T^{\circ }}^{T}{\frac {{\bar {C}}_{P,i}^{*}}{T}}\,\mathrm {d} T-R\ln \!\left({\frac {y_{i}P}{P^{\circ }}}\right)+{\bar {S}}_{i}^{*,\circ }} |

D'après la relation de Mayer pour un gaz parfait pur, en introduisant la capacité thermique isochore molaire {\displaystyle {\bar {C}}_{V,i}^{*}}, nous avons la relation :
{\displaystyle {\bar {C}}_{P,i}^{*}={\bar {C}}_{V,i}^{*}+R}
d'où :
{\displaystyle {\bar {S}}_{i}=\int _{T^{\circ }}^{T}{\frac {{\bar {C}}_{V,i}^{*}}{T}}\,\mathrm {d} T+R\ln \!\left({\frac {T}{T^{\circ }}}\right)-R\ln \!\left({\frac {P_{i}}{P^{\circ }}}\right)+{\bar {S}}_{i}^{*,\circ }}
{\displaystyle {\bar {S}}_{i}=\int _{T^{\circ }}^{T}{\frac {{\bar {C}}_{V,i}^{*}}{T}}\,\mathrm {d} T-R\ln \!\left({\frac {P_{i}T^{\circ }}{P^{\circ }T}}\right)+{\bar {S}}_{i}^{*,\circ }}
en considérant {\displaystyle {\frac {P_{i}}{T}}={\frac {n_{i}R}{V}}} et {\displaystyle {\frac {P^{\circ }}{T^{\circ }}}={\frac {n_{i}R}{V_{i}^{*,\circ }}}} :
{\displaystyle {\bar {S}}_{i}=\int _{T^{\circ }}^{T}{\frac {{\bar {C}}_{V,i}^{*}}{T}}\,\mathrm {d} T-R\ln \!\left({\frac {V_{i}^{*,\circ }}{V}}\right)+{\bar {S}}_{i}^{*,\circ }}
d'où :
| Entropie molaire partielle : {\displaystyle {\bar {S}}_{i}=\int _{T^{\circ }}^{T}{\frac {{\bar {C}}_{P,i}^{*}}{T}}\,\mathrm {d} T-R\ln \!\left({\frac {P_{i}}{P^{\circ }}}\right)+{\bar {S}}_{i}^{*,\circ }=\int _{T^{\circ }}^{T}{\frac {{\bar {C}}_{V,i}^{*}}{T}}\,\mathrm {d} T+R\ln \!\left({\frac {V}{V_{i}^{*,\circ }}}\right)+{\bar {S}}_{i}^{*,\circ }} |

avec :
- {\displaystyle {\bar {C}}_{P,i}^{*}}, capacité thermique isobare molaire du constituant {\displaystyle i} gaz parfait pur ;
- {\displaystyle {\bar {C}}_{V,i}^{*}}, capacité thermique isochore molaire du constituant {\displaystyle i} gaz parfait pur ;
- {\displaystyle {\bar {S}}_{i}}, entropie molaire partielle du constituant {\displaystyle i} dans le mélange de gaz parfaits ;
- {\displaystyle {\bar {S}}_{i}^{*,\circ }}, entropie molaire du constituant {\displaystyle i} gaz parfait pur à {\displaystyle P^{\circ }}, {\displaystyle T^{\circ }} et {\displaystyle V_{i}^{*,\circ }} ;
- {\displaystyle P_{i}}, pression partielle du constituant {\displaystyle i} : {\displaystyle P_{i}=y_{i}P},
- {\displaystyle V_{i}^{*,\circ }}, volume du constituant {\displaystyle i} gaz parfait pur à {\displaystyle P^{\circ }} et {\displaystyle T^{\circ }}, {\displaystyle P^{\circ }V_{i}^{*,\circ }=n_{i}RT^{\circ }}.

Selon le théorème d'Euler sur les fonctions homogènes du premier ordre, l'entropie totale {\displaystyle S} d'un mélange de gaz parfaits de {\displaystyle N} composants vaut :
| Entropie : {\displaystyle S=n{\bar {S}}=\sum _{i=1}^{N}n_{i}{\bar {S}}_{i}} |

avec {\displaystyle {\bar {S}}} l'entropie molaire du mélange :
{\displaystyle {\bar {S}}=\sum _{i=1}^{N}y_{i}{\bar {S}}_{i}}
Si l'on note {\displaystyle {\bar {S}}_{i}^{*}} l'entropie molaire du constituant {\displaystyle i} pur à {\displaystyle P} et {\displaystyle T} :
{\displaystyle {\bar {S}}_{i}^{*}=\int _{T^{\circ }}^{T}{\frac {{\bar {C}}_{P,i}^{*}}{T}}\,\mathrm {d} T-R\ln \!\left({\frac {P}{P^{\circ }}}\right)+{\bar {S}}_{i}^{*,\circ }}
étant donné que {\displaystyle P_{i}=y_{i}P}, on a la relation :
{\displaystyle {\bar {S}}_{i}={\bar {S}}_{i}^{*}-R\ln y_{i}}
soit :
{\displaystyle {\bar {S}}=\sum _{i=1}^{N}y_{i}{\bar {S}}_{i}^{*}-\sum _{i=1}^{N}y_{i}R\ln y_{i}}
Le dernier terme est appelé entropie molaire de mélange, notée {\displaystyle {\bar {S}}^{M}} :
Étant donné que pour tout constituant {\displaystyle 0<y_{i}<1}, alors {\displaystyle {\bar {S}}^{M}>0}. L'opération de mélange de gaz parfaits à {\displaystyle P} et {\displaystyle T} constantes crée de l'entropie. Pour calculer l'entropie d'un mélange de gaz parfaits à {\displaystyle P} et {\displaystyle T}, il ne suffit pas d'additionner les entropies des constituants purs à {\displaystyle P} et {\displaystyle T}, il faut ajouter une entropie de mélange {\displaystyle S^{M}=n{\bar {S}}^{M}>0}.
Lorsque plusieurs quantités d'un même gaz sont mélangées, il faut toutefois faire attention au paradoxe de Gibbs.

### Enthalpie
Lors de la démonstration du théorème de Gibbs, il est également démontré que l'enthalpie molaire partielle {\displaystyle {\bar {H}}_{i}} d'un constituant {\displaystyle i} du mélange est égale à l'enthalpie molaire {\displaystyle {\bar {H}}_{i}^{*}} de ce constituant pur à la même température ({\displaystyle {\bar {H}}_{i}} est donc indépendante de la pression, comme {\displaystyle {\bar {H}}_{i}^{*}}) :
{\displaystyle {\bar {H}}_{i}={\bar {H}}_{i}^{*}}
| Enthalpie molaire partielle : {\displaystyle {\bar {H}}_{i}=\int _{T^{\circ }}^{T}{\bar {C}}_{P,i}^{*}\,\mathrm {d} T+{\bar {H}}_{i}^{*,\circ }} |

avec :
- {\displaystyle {\bar {C}}_{P,i}^{*}}, capacité thermique isobare molaire du constituant {\displaystyle i} gaz parfait pur ;
- {\displaystyle {\bar {H}}_{i}}, enthalpie molaire partielle du constituant {\displaystyle i} dans le mélange de gaz parfaits ;
- {\displaystyle {\bar {H}}_{i}^{*,\circ }}, enthalpie molaire du constituant {\displaystyle i} gaz parfait pur à {\displaystyle P^{\circ }} et {\displaystyle T^{\circ }}.

Selon le théorème d'Euler sur les fonctions homogènes du premier ordre, l'enthalpie totale {\displaystyle H} d'un mélange de gaz parfaits de {\displaystyle N} composants vaut :
| Enthalpie : {\displaystyle H=n{\bar {H}}=\sum _{i=1}^{N}n_{i}{\bar {H}}_{i}} |

avec {\displaystyle {\bar {H}}} l'enthalpie molaire du mélange :
{\displaystyle {\bar {H}}=\sum _{i=1}^{N}y_{i}{\bar {H}}_{i}}

### Capacité thermique isobare
Par définition de la capacité thermique isobare, nous pouvons définir :
- {\displaystyle C_{P}=\left({\frac {\partial H}{\partial T}}\right)_{P,n}}, capacité thermique isobare du mélange de gaz parfaits ;
- {\displaystyle {\bar {C}}_{P}={\frac {C_{P}}{n}}}, capacité thermique isobare molaire du mélange de gaz parfaits ;
- {\displaystyle C_{P,i}^{*}=\left({\frac {\partial H_{i}^{*}}{\partial T}}\right)_{P,n_{i}}}, capacité thermique isobare du constituant {\displaystyle i} gaz parfait pur ;
- {\displaystyle {\bar {C}}_{P,i}^{*}={\frac {C_{P,i}^{*}}{n_{i}}}}, capacité thermique isobare molaire du constituant {\displaystyle i} gaz parfait pur ;

et puisque {\displaystyle C_{P}} est une grandeur extensive :
- {\displaystyle {\bar {C}}_{P,i}=\left({\frac {\partial C_{P}}{\partial n_{i}}}\right)_{P,T,n_{j\neq i}}}, capacité thermique isobare molaire partielle du constituant {\displaystyle i} dans le mélange de gaz parfaits.

L'enthalpie totale du mélange de gaz parfaits s'écrit :
{\displaystyle H=\sum _{i=1}^{N}n_{i}{\bar {H}}_{i}=\sum _{i=1}^{N}n_{i}\int _{T^{\circ }}^{T}{\bar {C}}_{P,i}^{*}\,\mathrm {d} T+\sum _{i=1}^{N}n_{i}{\bar {H}}_{i}^{*,\circ }}
Puisque les {\displaystyle {\bar {H}}_{i}^{*,\circ }} sont des constantes et que les {\displaystyle {\bar {C}}_{P,i}^{*}} des gaz parfaits purs ne dépendent que de {\displaystyle T}, on en déduit que :
{\displaystyle C_{P}=\left({\frac {\partial H}{\partial T}}\right)_{P,n}=\sum _{i=1}^{N}n_{i}{\bar {C}}_{P,i}^{*}=\sum _{i=1}^{N}C_{P,i}^{*}}
{\displaystyle {\bar {C}}_{P}={\frac {C_{P}}{n}}}
{\displaystyle {\bar {C}}_{P,i}=\left({\frac {\partial C_{P}}{\partial n_{i}}}\right)_{P,T,n_{j\neq i}}={\bar {C}}_{P,i}^{*}}
d'où :
| Capacité thermique isobare molaire partielle : {\displaystyle {\bar {C}}_{P,i}={\bar {C}}_{P,i}^{*}} |

et :
| Capacité thermique isobare : {\displaystyle C_{P}=n{\bar {C}}_{P}=\sum _{i=1}^{N}n_{i}{\bar {C}}_{P,i}^{*}} |

### Enthalpie libre, solution idéale
Par définition de l'enthalpie libre :
{\displaystyle G=H-TS}
d'où, pour l'enthalpie libre molaire partielle du constituant {\displaystyle i} :
{\displaystyle {\bar {G}}_{i}={\bar {H}}_{i}-T{\bar {S}}_{i}}
| Enthalpie libre molaire partielle : {\displaystyle {\bar {G}}_{i}=\int _{T^{\circ }}^{T}{\bar {C}}_{P,i}^{*}\,\mathrm {d} T-T\int _{T^{\circ }}^{T}{\frac {{\bar {C}}_{P,i}^{*}}{T}}\,\mathrm {d} T+RT\ln \!\left({\frac {P_{i}}{P^{\circ }}}\right)+{\bar {H}}_{i}^{*,\circ }-T{\bar {S}}_{i}^{*,\circ }} |

avec :
- {\displaystyle {\bar {C}}_{P,i}^{*}}, capacité thermique isobare molaire du constituant {\displaystyle i} gaz parfait pur ;
- {\displaystyle {\bar {G}}_{i}}, enthalpie libre molaire partielle du constituant {\displaystyle i} dans le mélange de gaz parfaits ;
- {\displaystyle {\bar {H}}_{i}^{*,\circ }}, enthalpie molaire du constituant {\displaystyle i} gaz parfait pur à {\displaystyle P^{\circ }} et {\displaystyle T^{\circ }} ;
- {\displaystyle {\bar {S}}_{i}^{*,\circ }}, entropie molaire du constituant {\displaystyle i} gaz parfait pur à {\displaystyle P^{\circ }} et {\displaystyle T^{\circ }} ;
- {\displaystyle P_{i}}, pression partielle du constituant {\displaystyle i} : {\displaystyle P_{i}=y_{i}P}.

Certaines bases de données donnent {\displaystyle {\bar {H}}_{i}^{*,\circ }} et {\displaystyle {\bar {S}}_{i}^{*,\circ }}, d'autres {\displaystyle {\bar {G}}_{i}^{*,\circ }} et {\displaystyle {\bar {S}}_{i}^{*,\circ }}. {\displaystyle {\bar {G}}_{i}^{*,\circ }} étant l'enthalpie libre molaire du constituant {\displaystyle i} gaz parfait pur à {\displaystyle P^{\circ }} et {\displaystyle T^{\circ }}, avec la relation {\displaystyle {\bar {G}}_{i}^{*,\circ }={\bar {H}}_{i}^{*,\circ }-T^{\circ }{\bar {S}}_{i}^{*,\circ }}, les deux derniers termes de l'expression ci-dessus deviennent :
{\displaystyle {\bar {H}}_{i}^{*,\circ }-T{\bar {S}}_{i}^{*,\circ }={\bar {G}}_{i}^{*,\circ }-\left(T-T^{\circ }\right)\cdot {\bar {S}}_{i}^{*,\circ }}
Si l'on note {\displaystyle {\bar {G}}_{i}^{*}} l'enthalpie libre molaire du constituant {\displaystyle i} pur à {\displaystyle P} et {\displaystyle T} :
{\displaystyle {\bar {G}}_{i}^{*}=\int _{T^{\circ }}^{T}{\bar {C}}_{P,i}^{*}\,\mathrm {d} T-T\int _{T^{\circ }}^{T}{\frac {{\bar {C}}_{P,i}^{*}}{T}}\,\mathrm {d} T+RT\ln \!\left({\frac {P}{P^{\circ }}}\right)+{\bar {H}}_{i}^{*,\circ }-T{\bar {S}}_{i}^{*,\circ }}
étant donné que {\displaystyle P_{i}=y_{i}P}, on a la relation :
{\displaystyle {\bar {G}}_{i}={\bar {G}}_{i}^{*}+RT\ln y_{i}}
Puisque l'on a également les relations suivantes avec les potentiels chimiques :
{\displaystyle {\bar {G}}_{i}=\mu _{i}}, potentiel chimique du constituant {\displaystyle i} en mélange de gaz parfaits ;
{\displaystyle {\bar {G}}_{i}^{*}=\mu _{i}^{*}}, potentiel chimique du constituant {\displaystyle i} gaz parfait pur ;
on a la relation qui définit une solution idéale :
{\displaystyle \mu _{i}=\mu _{i}^{*}+RT\ln y_{i}}
| Un mélange de gaz parfaits est une solution idéale. |

Selon le théorème d'Euler sur les fonctions homogènes du premier ordre, l'enthalpie libre totale {\displaystyle G} d'un mélange de gaz parfaits de {\displaystyle N} composants vaut :
| Enthalpie libre : {\displaystyle G=n{\bar {G}}=\sum _{i=1}^{N}n_{i}{\bar {G}}_{i}} |

avec {\displaystyle {\bar {G}}} l'enthalpie libre molaire du mélange :
{\displaystyle {\bar {G}}=\sum _{i=1}^{N}y_{i}{\bar {G}}_{i}}

### Énergie interne
Par définition de l'enthalpie par rapport à l'énergie interne :
{\displaystyle U=H-PV}
d'où, pour l'énergie interne molaire partielle du constituant {\displaystyle i} :
{\displaystyle {\bar {U}}_{i}={\bar {H}}_{i}-P{\bar {V}}_{i}}
{\displaystyle {\bar {U}}_{i}=\int _{T^{\circ }}^{T}{\bar {C}}_{P,i}^{*}\,\mathrm {d} T-RT+{\bar {H}}_{i}^{*,\circ }}
Pour un constituant {\displaystyle i} gaz parfait pur, nous pouvons écrire à {\displaystyle P^{\circ }} et {\displaystyle T^{\circ }} :
{\displaystyle {\bar {H}}_{i}^{*,\circ }={\bar {U}}_{i}^{*,\circ }+P^{\circ }{\bar {V}}_{i}^{*,\circ }}
{\displaystyle {\bar {V}}_{i}^{*,\circ }={\frac {RT^{\circ }}{P^{\circ }}}} le volume molaire
{\displaystyle {\bar {H}}_{i}^{*,\circ }={\bar {U}}_{i}^{*,\circ }+RT^{\circ }}
d'où :
{\displaystyle {\bar {U}}_{i}=\int _{T^{\circ }}^{T}{\bar {C}}_{P,i}^{*}\,\mathrm {d} T-R\left(T-T^{\circ }\right)+{\bar {U}}_{i}^{*,\circ }}
D'après la relation de Mayer pour un gaz parfait pur, en introduisant la capacité thermique isochore molaire {\displaystyle {\bar {C}}_{V,i}^{*}}, nous avons la relation :
{\displaystyle {\bar {C}}_{P,i}^{*}-R={\bar {C}}_{V,i}^{*}}
d'où :
| Énergie interne molaire partielle : {\displaystyle {\bar {U}}_{i}=\int _{T^{\circ }}^{T}{\bar {C}}_{V,i}^{*}\,\mathrm {d} T+{\bar {U}}_{i}^{*,\circ }} |

avec :
- {\displaystyle {\bar {C}}_{V,i}^{*}}, capacité thermique isochore molaire du constituant {\displaystyle i} gaz parfait pur ;
- {\displaystyle {\bar {U}}_{i}}, énergie interne molaire partielle du constituant {\displaystyle i} dans le mélange de gaz parfaits ;
- {\displaystyle {\bar {U}}_{i}^{*,\circ }}, énergie interne molaire du constituant {\displaystyle i} gaz parfait pur à {\displaystyle P^{\circ }} et {\displaystyle T^{\circ }}.

Selon le théorème d'Euler sur les fonctions homogènes du premier ordre, l'énergie interne totale {\displaystyle U} d'un mélange de gaz parfaits de {\displaystyle N} composants vaut :
| Énergie interne : {\displaystyle U=n{\bar {U}}=\sum _{i=1}^{N}n_{i}{\bar {U}}_{i}} |

avec {\displaystyle {\bar {U}}} l'énergie interne molaire du mélange :
{\displaystyle {\bar {U}}=\sum _{i=1}^{N}y_{i}{\bar {U}}_{i}}

### Capacité thermique isochore
Par définition de la capacité thermique isochore, nous pouvons définir :
- {\displaystyle C_{V}=\left({\frac {\partial U}{\partial T}}\right)_{V,n}}, capacité thermique isochore du mélange de gaz parfaits ;
- {\displaystyle {\bar {C}}_{V}={\frac {C_{V}}{n}}}, capacité thermique isochore molaire du mélange de gaz parfaits ;
- {\displaystyle C_{V,i}^{*}=\left({\frac {\partial U_{i}^{*}}{\partial T}}\right)_{V,n_{i}}}, capacité thermique isochore du constituant {\displaystyle i} gaz parfait pur ;
- {\displaystyle {\bar {C}}_{V,i}^{*}={\frac {C_{V,i}^{*}}{n_{i}}}}, capacité thermique isochore molaire du constituant {\displaystyle i} gaz parfait pur ;

et puisque {\displaystyle C_{V}} est une grandeur extensive :
- {\displaystyle {\bar {C}}_{V,i}=\left({\frac {\partial C_{V}}{\partial n_{i}}}\right)_{P,T,n_{j\neq i}}}, capacité thermique isochore molaire partielle du constituant {\displaystyle i} dans le mélange de gaz parfaits.

L'énergie interne totale du mélange de gaz parfaits s'écrit :
{\displaystyle U=\sum _{i=1}^{N}n_{i}{\bar {U}}_{i}=\sum _{i=1}^{N}n_{i}\int _{T^{\circ }}^{T}{\bar {C}}_{V,i}^{*}\,\mathrm {d} T+\sum _{i=1}^{N}n_{i}{\bar {U}}_{i}^{*,\circ }}
Puisque les {\displaystyle {\bar {U}}_{i}^{*,\circ }} sont des constantes et que les {\displaystyle {\bar {C}}_{V,i}^{*}} des gaz parfaits purs ne dépendent que de {\displaystyle T}, on en déduit que :
{\displaystyle C_{V}=\left({\frac {\partial U}{\partial T}}\right)_{V,n}=\sum _{i=1}^{N}n_{i}{\bar {C}}_{V,i}^{*}=\sum _{i=1}^{N}C_{V,i}^{*}}
{\displaystyle {\bar {C}}_{V}={\frac {C_{V}}{n}}}
{\displaystyle {\bar {C}}_{V,i}=\left({\frac {\partial C_{V}}{\partial n_{i}}}\right)_{P,T,n_{j\neq i}}={\bar {C}}_{V,i}^{*}}
d'où :
| Capacité thermique isochore molaire partielle : {\displaystyle {\bar {C}}_{V,i}={\bar {C}}_{V,i}^{*}} |

et :
| Capacité thermique isochore : {\displaystyle C_{V}=n{\bar {C}}_{V}=\sum _{i=1}^{N}n_{i}{\bar {C}}_{V,i}^{*}} |

### Énergie libre
Par définition de l'énergie libre :
{\displaystyle F=U-TS}
d'où, pour l'énergie libre molaire partielle du constituant {\displaystyle i} :
{\displaystyle {\bar {F}}_{i}={\bar {U}}_{i}-T{\bar {S}}_{i}}
| Énergie libre molaire partielle : {\displaystyle {\bar {F}}_{i}=\int _{T^{\circ }}^{T}{\bar {C}}_{V,i}^{*}\,\mathrm {d} T-T\int _{T^{\circ }}^{T}{\frac {{\bar {C}}_{V,i}^{*}}{T}}\,\mathrm {d} T+RT\ln \!\left({\frac {V}{V_{i}^{*,\circ }}}\right)+{\bar {U}}_{i}^{*,\circ }-T{\bar {S}}_{i}^{*,\circ }} |

avec :
- {\displaystyle {\bar {C}}_{V,i}^{*}}, capacité thermique isochore molaire du constituant {\displaystyle i} gaz parfait pur ;
- {\displaystyle {\bar {F}}_{i}}, énergie libre molaire partielle du constituant {\displaystyle i} dans le mélange de gaz parfaits ;
- {\displaystyle {\bar {U}}_{i}^{*,\circ }}, énergie interne molaire du constituant {\displaystyle i} gaz parfait pur à {\displaystyle P^{\circ }} et {\displaystyle T^{\circ }} ;
- {\displaystyle {\bar {S}}_{i}^{*,\circ }}, entropie molaire du constituant {\displaystyle i} parfait pur à {\displaystyle P^{\circ }}, {\displaystyle T^{\circ }} ;
- {\displaystyle V_{i}^{*,\circ }}, volume du constituant {\displaystyle i} gaz parfait pur à {\displaystyle P^{\circ }} et {\displaystyle T^{\circ }}, {\displaystyle P^{\circ }V_{i}^{*,\circ }=n_{i}RT^{\circ }}.

On peut également définir {\displaystyle {\bar {F}}_{i}^{*,\circ }}, l'énergie libre molaire du constituant {\displaystyle i} gaz parfait pur à {\displaystyle P^{\circ }} et {\displaystyle T^{\circ }}. Avec la relation {\displaystyle {\bar {F}}_{i}^{*,\circ }={\bar {U}}_{i}^{*,\circ }-T^{\circ }{\bar {S}}_{i}^{*,\circ }}, les deux derniers termes de l'expression ci-dessus deviennent :
{\displaystyle {\bar {U}}_{i}^{*,\circ }-T{\bar {S}}_{i}^{*,\circ }={\bar {F}}_{i}^{*,\circ }-\left(T-T^{\circ }\right)\cdot {\bar {S}}_{i}^{*,\circ }}
Selon le théorème d'Euler sur les fonctions homogènes du premier ordre, l'énergie libre totale {\displaystyle F} d'un mélange de gaz parfaits de {\displaystyle N} composants vaut :
| Énergie libre : {\displaystyle F=n{\bar {F}}=\sum _{i=1}^{N}n_{i}{\bar {F}}_{i}} |

avec {\displaystyle {\bar {F}}} l'énergie libre molaire du mélange :
{\displaystyle {\bar {F}}=\sum _{i=1}^{N}y_{i}{\bar {F}}_{i}}

### Relation de Mayer
La relation de Mayer pour un gaz parfait pur donne :
{\displaystyle {\bar {C}}_{P,i}^{*}-{\bar {C}}_{V,i}^{*}=R}
en pondérant par les fractions molaires et en sommant sur l'ensemble des constituants du mélange :
{\displaystyle \sum _{i=1}^{N}y_{i}{\bar {C}}_{P,i}^{*}-\sum _{i=1}^{N}y_{i}{\bar {C}}_{V,i}^{*}=\sum _{i=1}^{N}y_{i}R}
puisque nous avons les relations suivantes :
- {\displaystyle {\bar {C}}_{P}=\sum _{i=1}^{N}y_{i}{\bar {C}}_{P,i}^{*}}, capacité thermique isobare molaire d'un mélange de gaz parfaits ;
- {\displaystyle {\bar {C}}_{V}=\sum _{i=1}^{N}y_{i}{\bar {C}}_{V,i}^{*}}, capacité thermique isochore molaire d'un mélange de gaz parfaits ;

avec {\displaystyle \sum _{i=1}^{N}y_{i}=1}, nous avons pour le mélange de gaz parfaits :
| Relation de Mayer : {\displaystyle {\bar {C}}_{P}-{\bar {C}}_{V}=R} |

## Détente d'un mélange de gaz parfaits

### Première loi de Joule
L'énergie interne d'un mélange de gaz parfaits vaut :
{\displaystyle U=n{\bar {U}}=\sum _{i=1}^{N}n_{i}\left[\int _{T^{\circ }}^{T}{\bar {C}}_{V,i}^{*}\,\mathrm {d} T+{\bar {U}}_{i}^{*,\circ }\right]=\sum _{i=1}^{N}n_{i}\int _{T^{\circ }}^{T}{\bar {C}}_{V,i}^{*}\,\mathrm {d} T+\sum _{i=1}^{N}n_{i}{\bar {U}}_{i}^{*,\circ }}
or les {\displaystyle {\bar {C}}_{V,i}^{*}} des gaz parfaits purs ne dépendent que de la température, donc {\displaystyle U} ne dépend que de la température.
Un mélange de gaz parfaits répond donc à la loi de Joule et Gay-Lussac, ou première loi de Joule. Ceci peut être mis en évidence expérimentalement par la détente de Joule-Gay-Lussac.
| Loi de Joule et Gay-Lussac : l'énergie interne d'un mélange de gaz parfaits ne dépend que de la température. |

On peut écrire la différentielle de l'énergie interne d'un mélange de gaz parfaits, à composition constante :
{\displaystyle \mathrm {d} U=-P\,\mathrm {d} V+T\,\mathrm {d} S=C_{V}\,\mathrm {d} T}

### Deuxième loi de Joule
L'enthalpie d'un mélange de gaz parfaits vaut :
{\displaystyle H=n{\bar {H}}=\sum _{i=1}^{N}n_{i}\left[\int _{T^{\circ }}^{T}{\bar {C}}_{P,i}^{*}\,\mathrm {d} T+{\bar {H}}_{i}^{*,\circ }\right]=\sum _{i=1}^{N}n_{i}\int _{T^{\circ }}^{T}{\bar {C}}_{P,i}^{*}\,\mathrm {d} T+\sum _{i=1}^{N}n_{i}{\bar {H}}_{i}^{*,\circ }}
or les {\displaystyle {\bar {C}}_{P,i}^{*}} des gaz parfaits purs ne dépendent que de la température, donc {\displaystyle H} ne dépend que de la température.
Un mélange de gaz parfaits répond donc à la loi de Joule-Thomson, ou deuxième loi de Joule. Ceci peut être mis en évidence expérimentalement par la détente de Joule-Thomson.
| Loi de Joule et Thomson : l'enthalpie d'un mélange de gaz parfaits ne dépend que de la température. |

On peut écrire la différentielle de l'enthalpie d'un mélange de gaz parfaits, à composition constante :
{\displaystyle \mathrm {d} H=V\,\mathrm {d} P+T\,\mathrm {d} S=C_{P}\,\mathrm {d} T}

### Loi de Laplace
Lors d'une transformation isentropique, le mélange de gaz parfaits se comporte comme un gaz parfait pur. La transformation étant isentropique, soit {\displaystyle \,\mathrm {d} S=0}, les différentielles des énergie libre et enthalpie s'écrivent respectivement :
{\displaystyle \mathrm {d} U=-P\,\mathrm {d} V=C_{V}\,\mathrm {d} T}
{\displaystyle \mathrm {d} H=V\,\mathrm {d} P=C_{P}\,\mathrm {d} T}
d'où les relations :
{\displaystyle \mathrm {d} T=-{\frac {P}{C_{V}}}\,\mathrm {d} V={\frac {V}{C_{P}}}\,\mathrm {d} P}
{\displaystyle -{\frac {C_{P}}{C_{V}}}{\frac {\mathrm {d} V}{V}}={\frac {\mathrm {d} P}{P}}}
On pose {\displaystyle \gamma ={\frac {C_{P}}{C_{V}}}}, le coefficient de Laplace qui ne dépend que de la température et de la composition. On intègre entre un état initial {\displaystyle \left(P^{\circ },V^{\circ },T^{\circ }\right)} et un état final {\displaystyle \left(P,V,T\right)}, en considérant que le coefficient de Laplace est constant au cours de la transformation, malgré le changement de température :
{\displaystyle -\gamma \int _{V^{\circ }}^{V}{\frac {\mathrm {d} V}{V}}=\int _{P^{\circ }}^{P}{\frac {\mathrm {d} P}{P}}}
{\displaystyle -\gamma \ln \!\left({\frac {V}{V^{\circ }}}\right)=\ln \!\left({\frac {P}{P^{\circ }}}\right)}
On obtient la loi de Laplace :
| Loi de Laplace : {\displaystyle PV^{\gamma }=P^{\circ }{V^{\circ }}^{\gamma }} |

avec le coefficient de Laplace du mélange :
{\displaystyle \gamma ={\frac {C_{P}}{C_{V}}}={\frac {\sum _{i=1}^{N}n_{i}{\bar {C}}_{P,i}^{*}}{\sum _{i=1}^{N}n_{i}{\bar {C}}_{V,i}^{*}}}}
Si l'on note {\displaystyle \gamma _{i}^{*}={\frac {n_{i}{\bar {C}}_{P,i}^{*}}{n_{i}{\bar {C}}_{V,i}^{*}}}} le coefficient de Laplace de chacun des constituants du mélange considéré pur et {\displaystyle y_{i}={\frac {n_{i}}{n}}} la fraction molaire du constituant {\displaystyle i}, on remarquera que {\displaystyle \gamma \neq \sum _{i=1}^{N}y_{i}\gamma _{i}^{*}} :
{\displaystyle \gamma ={\frac {C_{P}}{C_{V}}}={\frac {\sum _{i=1}^{N}y_{i}{\bar {C}}_{P,i}^{*}}{\sum _{i=1}^{N}y_{i}{\bar {C}}_{V,i}^{*}}}}